# Album widoków historycznych Polski
Album widoków historycznych Polski – album rysunków i akwarel Napoleona Ordy w opracowaniu litograficznym Alojzego Misierowicza wydany w Warszawie w latach 1873–1883; rejestrował widoki z obszaru Rzeczypospolitej Obojga Narodów; wielokrotnie wznawiany, stanowi cenne źródło wiadomości ikonograficznych i historycznych.